# Rudolf Gyger
Rudolf Gyger (1920. április 16. – 1996 február) válogatott svájci labdarúgó, hátvéd.

## Pályafutása

### Klubcsapatban
1937 és 1941 között a Nordstern Basel, 1941–42-ben a La Chaux-de-Fonds, 1942 és 1951 között a Cantonal Neuchâtel, 1951 és 1957 között a Servette labdarúgója volt.

### A válogatottban
1945 és 1950 között 24 alkalommal szerepelt a svájci válogatottban. Részt vett az 1950-es brazíliai világbajnokságon.